# Jens Andersen (bokser)
Jens Christian Andersen (ur. 28 czerwca 1929 w Solbjerg, zm. 24 kwietnia 2010 w Løgstør) – duński bokser, wicemistrz Europy z 1951, olimpijczyk.

## Osiągnięcia sportowe
Zdobył srebrny medal w wadze lekkośredniej (do 71 kg) na mistrzostwach Europy w 1951 w Mediolanie. Wygrał dwie walki, w tym półfinałową z Alfredem Palińskim, a w finale przegrał walkowerem z Węgrem László Pappem. Zwyciężył w wadze lekkośredniej na mistrzostwach krajów nordyckich w 1955. Na mistrzostwach Europy w 1955 w Berlinie Zachodnim przegrał pierwszą walkę w tej kategorii wagowej z Rolfem Carolim z Niemieckiej Republiki Demokratycznej.
Przegrał pierwszą walkę w wadze średniej (do 75 kg) na igrzyskach olimpijskich w 1956 w Melbourne z Giulio Rinaldim z Włoch.